# Epinotia araea
Epinotia araea is een vlinder uit de familie van de bladrollers (Tortricidae). De wetenschappelijke naam van de soort is voor het eerst geldig gepubliceerd in 1983 door Alexey Diakonoff.

## Type
- holotype: "female, genitalia slide 10340"
- instituut: NNM, Leiden, Netherlands formerly RMNH
- typelocatie: "Indonesia, Sumatra, Mt. Bandahara, Bivouac Two"[3]